# Christian Jakobsen
Christian Jakobsen (auch Christian Jacobsen; * 27. August 1971 in Horsens) ist ein ehemaliger dänischer Badmintonspieler.

## Karriere
Christian Jakobsen nahm 1996 an Olympia teil. Er startete dabei im Herrendoppel mit Jens Eriksen und wurde 9. sowie im Mixed mit Lotte Olsen, wo er ebenfalls 9. wurde. 1990 hatte er bereits die Czechoslovakian International, Polish International und Austrian International gewonnen. 1994 holte er sich bei der Europameisterschaft Silber im Mixed mit Lotte Olsen und Bronze im Doppel mit Jens Eriksen.

## Sportliche Erfolge
| Saison    | Veranstaltung                                    | Disziplin    | Platz | Name                                                           |
| --------- | ------------------------------------------------ | ------------ | ----- | -------------------------------------------------------------- |
| 1982/1983 | Dänemark: Einzelmeisterschaften der Junioren U13 | Herreneinzel | 1     | Christian Jakobsen, Horsens                                    |
| 1984/1985 | Dänemark: Einzelmeisterschaften der Junioren U15 | Herrendoppel | 1     | Thomas Stuer-Lauridsen, Gentofte / Christian Jakobsen, Horsens |
| 1986/1987 | Dänemark: Einzelmeisterschaften der Junioren U17 | Herrendoppel | 1     | Thomas Stuer-Lauridsen, Gentofte / Christian Jakobsen, Horsens |
| 1986/1987 | Dänemark: Einzelmeisterschaften der Junioren U17 | Mixed        | 1     | Christian Jakobsen, Horsens / Marlene Thomsen, Nr. Broby       |
| 1988      | Dutch Juniors                                    | Herrendoppel | 1     | Thomas Stuer-Lauridsen / Christian Jakobsen                    |
| 1988/1989 | Dänemark: Einzelmeisterschaften der Junioren U19 | Herrendoppel | 1     | Thomas Stuer-Lauridsen, Gentofte / Christian Jakobsen, Horsens |
| 1988/1989 | Dänemark: Einzelmeisterschaften der Junioren U19 | Mixed        | 1     | Christian Jakobsen, Horsens / Marlene Thomsen, Nr. Broby       |
| 1989      | Nordische Juniorenmeisterschaften                | Herrendoppel | 1     | Christian Jakobsen / Thomas Stuer Lauridsen                    |
| 1989      | Junioren-Europameisterschaft                     | Herrendoppel | 1     | Thomas Stuer-Lauridsen / Christian Jakobsen                    |
| 1989      | Junioren-Europameisterschaft                     | Mixed        | 1     | Christian Jacobsen / Marlene Thomsen                           |
| 1990      | Czechoslovakian International                    | Mixed        | 1     | Christian Jakobsen / Marlene Thomsen                           |
| 1990      | Czechoslovakian International                    | Herrendoppel | 1     | Thomas Stuer-Lauridsen / Christian Jakobsen                    |
| 1990      | Polish International                             | Herrendoppel | 1     | Thomas Stuer-Lauridsen / Christian Jakobsen                    |
| 1990      | Polish International                             | Mixed        | 1     | Christian Jakobsen / Marlene Thomsen                           |
| 1990      | Austrian International                           | Mixed        | 1     | Christian Jakobsen / Marlene Thomsen                           |
| 1992      | Scottish Open                                    | Herrendoppel | 2     | Jon Holst-Christensen / Christian Jakobsen                     |
| 1992      | Uppsala International                            | Herrendoppel | 1     | Max Gandrup / Christian Jakobsen                               |
| 1992      | Uppsala International                            | Mixed        | 1     | Christian Jakobsen / Marianne Rasmussen                        |
| 1992      | Polish International                             | Herrendoppel | 1     | Max Gandrup / Christian Jakobsen                               |
| 1992      | Polish International                             | Mixed        | 1     | Christian Jakobsen / Marianne Rasmussen                        |
| 1993      | Finnish International                            | Herrendoppel | 1     | Christian Jakobsen / Henrik Svarrer                            |
| 1994      | Europameisterschaft                              | Herrendoppel | 3     | Christian Jakobsen / Jens Eriksen                              |
| 1994      | Europameisterschaft                              | Mixed        | 2     | Christian Jakobsen / Lotte Olsen                               |